# Unterbäch
Unterbäch (toponimo tedesco) è un comune svizzero di 412 abitanti del Canton Vallese, nel distretto di Raron Occidentale.

## Storia
Dal suo territorio nel 1846 fu scorporata la località di Turtig, divenuta frazione di Raron. Il 18 agosto 1957 il comune fu il primo a dare il diritto di voto alle donne in Svizzera.

## Monumenti e luoghi d'interesse

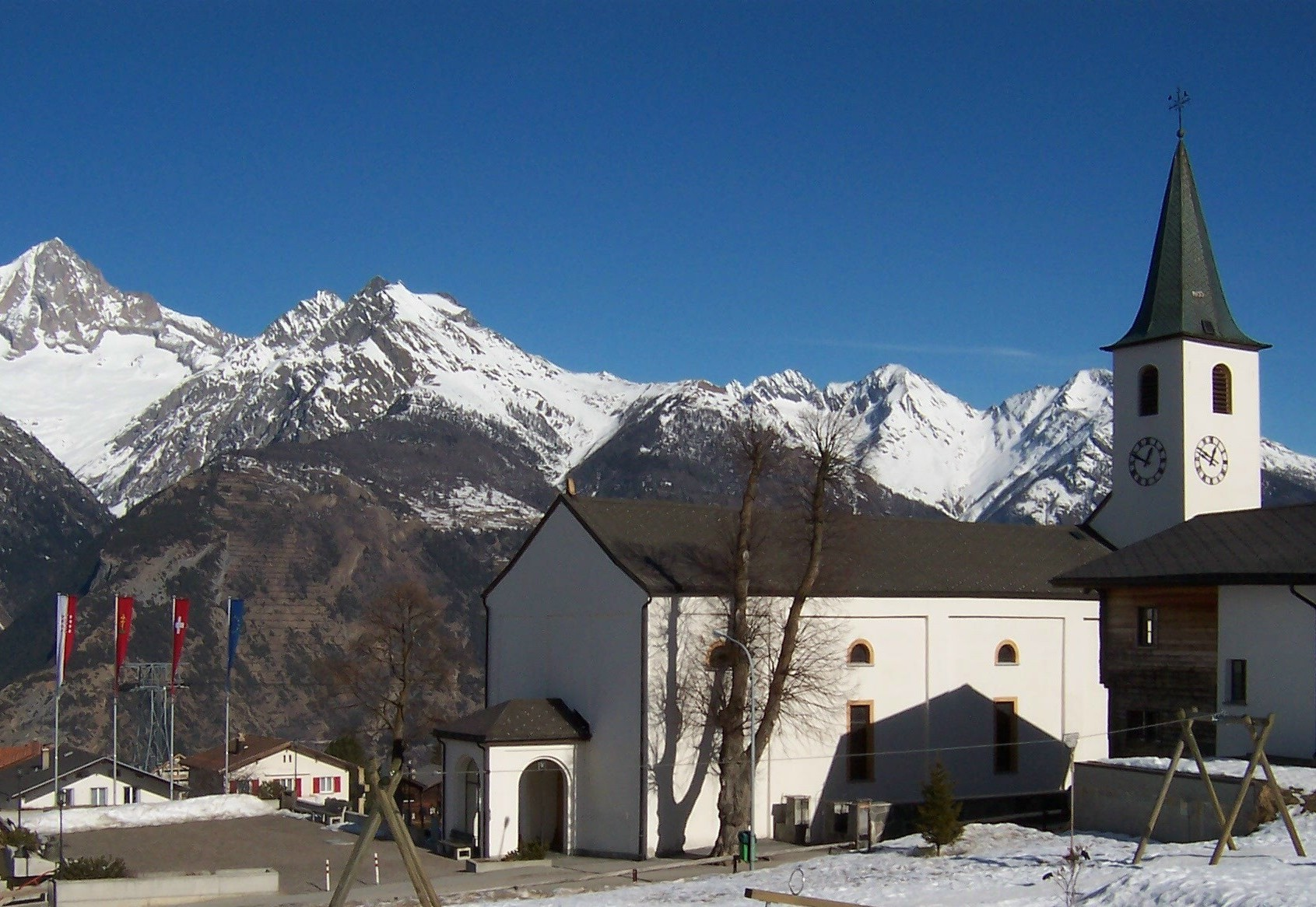
La chiesa della Santissima Trinità

- Chiesa parrocchiale cattolica della Santissima Trinità, eretta 1558[1].

## Società

### Evoluzione demografica
L'evoluzione demografica è riportata nella seguente tabella:
Abitanti censiti

## Amministrazione
Ogni famiglia originaria del luogo fa parte del cosiddetto comune patriziale e ha la responsabilità della manutenzione di ogni bene ricadente all'interno dei confini del comune.